# Szava
Szava je selo u južnoj Mađarskoj.
Zauzima površinu od 12,64 km četvorna.

## Zemljopisni položaj
Nalazi se na 45° 54' 8" sjeverne zemljopisne širine i 18° 10' 34" istočne zemljopisne dužine. 

## Upravna organizacija
Upravno pripada Šikloškoj mikroregiji u Baranjskoj županiji. Poštanski broj je 7813. 

## Stanovništvo
Szava ima 362 stanovnika (2001.). Mađari su većina, a u selu je i nešto više od 1% Nijemaca. Rimokatolika je 2/3, kalvinista nešto manje od petine te bez vjere i neizjašnjeni.

## Vanjske poveznice
- Szava na fallingrain.com